# Rewolwerowcy
Rewolwerowcy (ang. Gunfighters) – amerykański western z 1947 roku w reżyserii George’a Waggnera oraz powstały na podstawie powieści Zane'a Greya Twin Sombreros. Wyprodukowana przez Columbia Pictures. Główne role w filmach zagrali Randolph Scott, Barbara Britton i Bruce Cabot.
Premiera filmu miała miejsce 15 lipca 1947 roku w Stanach Zjednoczonych.

## Opis fabuły
Rewolwerowiec Brazos Kane (Randolph Scott) rozpoczyna pracę na farmie Bess Banner (Barbara Britton), która chce przejąć posiadłość sąsiadów. Jane (Dorothy Hart), córka właścicielki rancza, zakochuje się w Brazosie, a jej siostra Bess w Bardzie Mackeyu (Bruce Cabot), który jest prawą ręką jej ojca. Kane staje po stronie biednych farmerów, co prowadzi do pojedynku między rewolwerowcami.

## Obsada
- Randolph Scott jako Brazos Kane
- Barbara Britton jako Bess Banner
- Bruce Cabot jako Bard Macky
- Charley Grapewin jako Rancher Inskip
- Steven Geray jako Jose „wuj Joe"
- Forrest Tucker jako Ben Orcutt
- Charles Kemper jako szeryf Kiscaden
- Grant Withers jako Bill Yount
- John Miles jako Johnny O’Neil
- Griff Barnett jako pan Banner
- Dorothy Hart jako Jane Banner